# 三咲麻里
三咲 麻里（みさき まり、3月18日 - ）は、日本の女性声優。

## 来歴
かつてはシグマ・セブンeに所属していたが、2015年1月31日に退社。2ヶ月間のフリー期間を経て同年4月1日よりプロダクション・エースに所属。
2014年10月より大亀あすかとともに日本プロ麻雀連盟に所属。
2017年3月末にて日本プロ麻雀連盟を退会。2017年5月末にてプロダクション・エース退所と同時に結婚を発表。

## 出演

### テレビアニメ
2014年
- まじもじるるも（女子）
- 結城友奈は勇者である -結城友奈の章-（生徒）

2015年
- 暗殺教室（女子生徒）
- 空戦魔導士候補生の教官（リリィ）
- 城下町のダンデライオン（かえちゃん）
- 対魔導学園35試験小隊（大野木彼方、アナウンス）
- トリアージX（少女）
- 長門有希ちゃんの消失（女性教師、女性職員）
- Fate/kaleid liner プリズマ☆イリヤ ツヴァイ ヘルツ!（子供〈男〉）
- レゴ ニンジャゴー 〜スピン術バトルの使い手〜（メイドB）

2016年
- 紅殻のパンドラ（レオタード、マイク担当、母親、市内アナウンス）
- ハルチカ〜ハルタとチカは青春する〜（バレー部員A）
- ビッグオーダー（DAISY〈デイジー〉）
- 魔装学園H×H（ヘンリエッタ）
- 私がモテてどうすんだ（人影）

2018年
- ニル・アドミラリの天秤（聡見絵里花）

### 劇場アニメ
- 劇場版「紅殻のパンドラ」（2015年）

### OVA
- ビッグオーダー（2015年、DAISY〈デイジー〉）※コミックス第8巻 オリジナルアニメBD付き限定版

### ドラマCD
- 片翼のラビリンス
- ギリギリアウト!?的ダミーダミーヘッドCD（女子生徒）
- 同人に恋して（女性客2）

### ラジオドラマ
- TVアニメ「ビッグオーダー」後日談的オリジナルオーディオドラマ（DAISY〈デイジー〉）